# Nam quyền

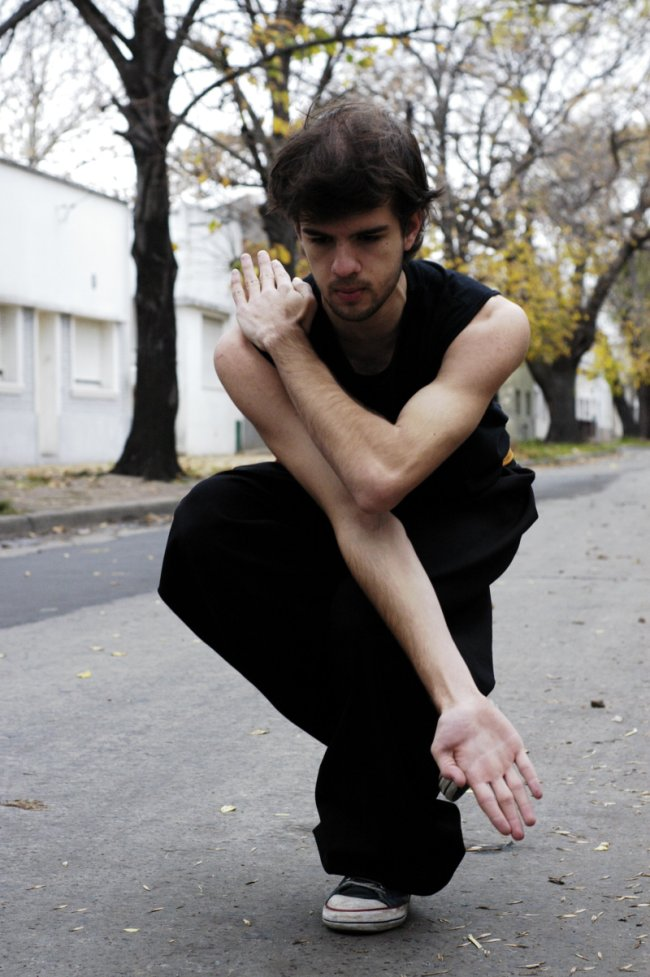
Nam quyền

Nam Quyền là tên gọi cho tất cả các võ phái miền nam Trung Hoa có nguồn gốc từ chùa Nam Thiếu Lâm ở Phúc Kiến.

## Phạm trù và nội dung
Nam Quyền (chữ Hán 南拳, bính âm: Nan Quan, hay Nan Kuen, dịch nghĩa tiếng Anh: Southern Fist), là khái niệm chỉ các phái võ ở miền Nam Trung Hoa và có nguồn gốc từ Nam Thiếu Lâm ở Toàn Châu và tỉnh Phúc Kiến là chủ yếu.
Thật ra các võ phái miền nam Trung Hoa đều có từ ngữ Thiếu Lâm phía trước như: Thiếu Lâm Hồng gia, Thiếu Lâm Châu gia, Thiếu Lâm Bạch Mi, Thiếu Lâm Vịnh Xuân, Thiếu Lâm Bạch Hạc phái,... đều là của Nam Thiếu Lâm chứ không phải của Thiếu Lâm Tung Sơn Hà Nam, được gọi bằng tên chung là Nam quyền, người Việt thích dùng từ nam phái, bắc phái như Thiếu Lâm Nam phái hay Thiếu Lâm Bắc phái chứ Trung Hoa chỉ dùng hai từ Nam quyền thay cho Thiếu Lâm Nam phái và Trường quyền thay cho Thiếu Lâm Bắc phái là đầy đủ ý nghĩa. Nội hàm khái niệm không có gì thay đổi.
Nam quyền có vẻ đẹp dương cương lộ liễu.
Lịch sử Nam Quyền có từ lâu đời, bắt đầu có thể truy gốc đến hơn 400 năm trước lưu hành ở bờ Nam sông Trường Giang (còn gọi là Dương Tử Giang) ở các tỉnh Phúc Kiến, Quảng Đông, Giang Tây, Chiết Giang, Hà Nam, Hà Bắc, Tứ Xuyên, Giang Tô, với nội dung vô cùng phong phú. Nam quyền ở các nơi tự thành thể hệ (chỉ sự vật, ý thức... liên hệ với nhau kết cấu thành một chỉnh thể) có phong cách riêng.
Vào cuối thời nhà Tống, nhà Minh các sư tăng chùa Thiếu Lâm đi vân du khắp miền non nước nam bắc Trung Hoa đã truyền bá quyền pháp Thiếu Lâm ra bên ngoài làm cho các môn quyền thuật có dịp bồi bổ và sáng tạo ra nhiều kỹ thuật phong phú, đa dạng sau này.
Trong Nam Quyền Quảng Đông trừ Hồng Gia Quyền, Lưu Gia Quyền, Lý Gia Quyền, Mạc Gia quyền, Thái Gia Quyền, gọi là "Ngũ Đại lưu phái" ra, còn Thái Lý Phật quyền (hai hình hổ, hạc), Hiệp Gia quyền, Vịnh Xuân Quyền, Bạch Mi Quyền, Nam Cực Quyền, Nho Quyền, Phật Gia, Điêu Gia Giáo, Châu Gia Giáo, Nhạc Gia Giáo, Chung Gia Giáo, Côn Luân Quyền v.v...
Nam quyền Quảng Tây có Chu Gia quyền, Đồ Long Quyền, Hồng Môn Phục Hổ Quyền và Tiểu Sách Đả v.v...
Nam quyền Phúc Kiến có Ngũ Hình quyền (Long, Xà, Hổ, Báo, Hạc Quyền của Nam Thiếu Lâm), Ngũ Tổ quyền, La Hán Quyền, Mai Hoa trang, Liên Thành Quyền, Địa Thuật Quyền Pháp, Vĩnh Gia Pháp, Ngư Pháp, Kê Pháp(gà), Sư Quyền (sư tử), Hầu Quyền(khỉ), Ngũ Mai Quyền, Nho Pháp, Phỏng Điểu Tích (theo vết chim) v.v... rất nhiều lưu phái.
Nam quyền Hồ Nam có Vu Gia Quyền, Hồng Gia Quyền, Tiết Gia và Nhạc Gia giáo là bốn lưu phái lớn.
Nam quyền Hồ Bắc có Hồng Môn Quyền, Khổng Môn Quyền, Nhạc Môn Quyền, Ngư Môn Quyền, Tôn Môn Quyền là năm phái lớn. Còn Vu Gia Nghệ, Nại Môn, Phật Môn, Ẩn Tiên Môn, Thủy Hử Môn, Nghiên Môn, Hùng Môn, Chưng Môn v.v...
Nam quyền Tứ xuyên có Tang, Nhạc, Triệu, Đỗ, Hồng, Hóa, Tự, Hội là tám lưu phái lớn.
Nam quyền Giang Tây có 36 lộ Tống Giang Quyền, Hổ Quyền v.v...
Nam quyền Chiết Giang có Hắc Hổ quyền, Kim Cương quyền đến Ôn châu Nam Quyền, Đài Châu Nam Quyền.
Nam Quyền Giang Tô cũng có sự khác biệt giữa quyền của Tô Châu, Vô Tích, Thượng Hải, Thường Châu v.v...
Về khí giới chủ yếu có Nam côn, đại cán (gậy), tứ môn đao, mai hoa đao, hợp tử đao (còn gọi là song hợp đao), song đao, tam tiêm soa (soa ba mũi), đơn giản (giản một chiếc), song giản, Liễu công quải (gậy ông Liễu), phủ(búa), mâu, bừa(bà), thuẫn (mộc); lại còn biển đán (đòn gánh), xừ đầu (cuốc), ghế ngồi... là các dạng binh khí. Các khí giới này luyện tập đều theo đặc điểm của Nam quyền, đông thời cũng giống như quyền thuật của Nam quyền tức là có thể đơn luyện (1 người), cũng có thể đối luyện, như mâu đối thuấn, mâu đối đại cán (gậy tầy) hoặc đòn gánh đối ghế ngồi v.v...

## Đặc trưng kỹ pháp

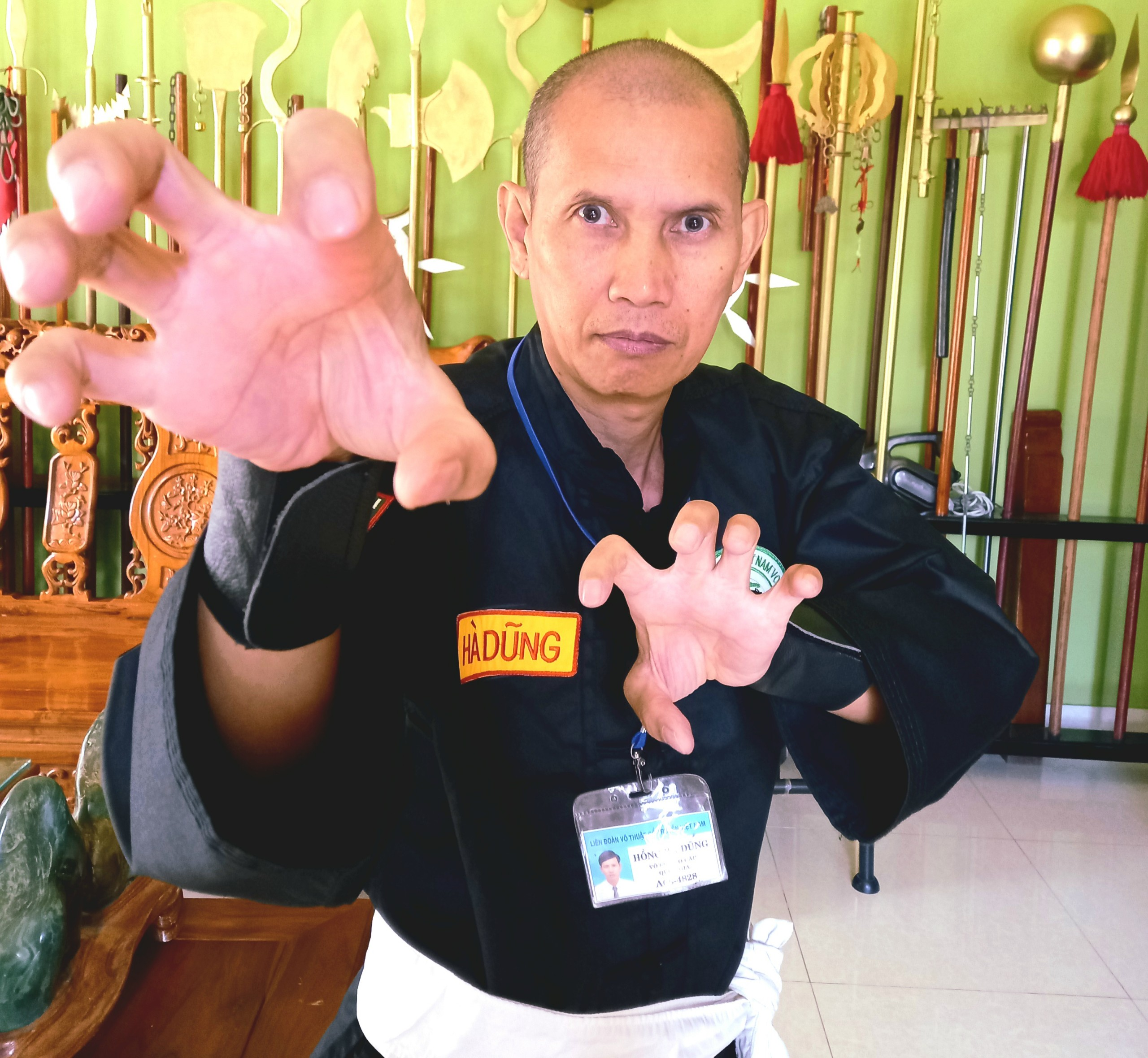
Nam Quyền.

Đặc điểm chung của Nam quyền là lấy hình làm quyền, lấy ý làm thần, lấy khí thúc lực, lấy quan phát khí (quan đây là đóng, tức bế khí); động tác giản dị rõ ràng, thế quyền kịch liệt, giàu vẻ đẹp dương cương; chi trên động tác tương đối nhiều, về thân pháp thì yêu cầu trầm vai hạ khuỷu, co ngực mở lưng; về thủ pháp chuyên đánh ngắn, cầm nã, điểm đánh các huyệt vị; về bộ pháp phần lớn yêu cầu lấy tứ bình đại mã (trung bình tấn) làm cơ sở, trọng tâm hạ tương đối thấp, bộ pháp ổn định vững vàng, đồng thời yêu cầu hạ chân xuống đất như mọc rễ.
Trừ địa thuật (lăn đất) và hầu quyền v.v.. là các loại quyền cá biệt ra, Nam quyền chính tông ít có động tác nhảy vọt, lăn, lật, coi trọng xúc kình (co kình lực lại), yêu cầu khí trầm đan điền, khi phát lực thì kình từ gót chân (túc căn) nổi lên chân, hông, tay quán xuyến liền một (một hơi thở khi phát kình khí) phần lớn có tiếng hét để trợ lực (quyền quyết Thiếu Lâm nói: "Thổ ký tất khai thanh") khí thế ào ạt.
Trừ đặc điểm chung, các chi phái Nam quyền lại có đặc điểm riêng. Như trong Tượng hình quyền, Long Hình Quyền lấy luyện "thần" làm chính, đặc biệt coi trọng khí trầm đan điền. Hai cánh tay trầm tĩnh (xuôi lặng), "ngũ tâm tương ấn"(tức hai huyệt Lao cung ở tay, hai huyệt Dũng tuyền ở bàn chân và huyệt Bách Hội ở đỉnh đầu phải thông nhau). Khi vận động lên thì hung mãnh mau lẹ, toàn thân hoạt bát như thần long lướt trên không, co rút nhưng có lực thế mà không nghiêng vẹo. 
Khi cùng người giao đấu thì thường dùng "long trảo" (vuốt rồng) ngoài như sắt trong như bông, trong lỏng ngoài chặt, trong mềm ngoài cứng.
Hổ Hình Quyền thì lấy luyện cốt (xương) là chính, khi luyện thì phải đẩy khí toàn thân, tay cứng hông thực, sức ở nách phải đầy đủ, một khí liến đủ, từ đầu chí cuối không lơi lỏng. Thường dùng Hổ chưởng, lấy đốt phát kình, lấy khí tạo lực, thế quyền hung mãnh. Cổ, họng dùng kình cực kỳ mãnh liệt, phải nghiến răng mím miệng, mắt hổ hau háu thể hiện cho đầy đủ cái oai của hổ mạnh.
Hạc Hình Quyền lấy luyện tinh làm chủ. Lấy theo hình Hạc thì tinh đủ, thần tĩnh. Khi luyện phải ngưng tinh đúc thần, lỏng tay động khí, tâm thủ tương ứng. Dùng kê quyền thì phải coi trọng kỹ xảo, giỏi dùng chỉ trảo, đỉnh (ngón tay thẳng, ngón tay quắp như vuốt, húc), luyện sao cho hai tay bật vung như "gà vỗ cánh" lại hay dùng trửu pháp (đánh khủy tay) như "kê dực" (cánh gà).
Ngoài các thứ kể trên còn Báo Hình Quyền, Xà Hình Quyền, Sư (tử) Hình Quyền, v.v..., đều có đặc điểm riêng cả.
Ngoài Tượng hình quyền, trong các lưu phái Nam Quyền khác cũng đều có đặc điểm phong cách độc đáo riêng. như Nhạc Gia Quyền lấy công làm chủ lấy thủ làm phục, công thủ đủ đầy (kiêm bị) cương kình có lực, chú trọng thực dụng, tay trái là hư tay phải là thực, bộ pháp linh hoạt. Điêu Gia Quyền lấy thủ là chính lấy công là thứ, trong nhu có cương, trong cương có nhu, mượn sức (lực) của đối phương mà thừa kế phản kích.
Địa Đường Quyền Pháp tất phải có động tác chi trên linh hoạt đa biến, lại phải có tương đối nhiều động tác ngã xuống đất, ngáng cắt, vặn xoắn, đá gạt v.v... hình thành một phong cách "chẳng Nam chẳng Bắc".
Mai Hoa Quyền và Hầu Hình Quyền lại không nói đến "như mọc rễ vào đất", thế giới loại quyền Nam phái dựng riêng một ngọn cờ. Các môn phái Hồng, Lưu, Lý, Mạc, Thái, Hiệp gia, Thái Lý Phật Gia v.v.. ngoài các đặc điểm của Nam Quyền vốn có ra lại có chỗ độc đáo riêng.

## Nam quyền hiện đại
Năm 1949, sau khi thống nhất Trung Hoa đại lục, nhà nước Trung Quốc đã thống nhất các phái võ khắp miền Nam Bắc Trung Hoa và đặt tất cả dưới sự chỉ đạo của Viện Võ thuật Trung ương Bắc Kinh, Nam Quyền được nghiên cứu lại và hệ thống thành các bài Nam Quyền 1-2-3 (nhất lộ, nhị lộ, tam lộ) để thích hợp với các chương trình thi đấu thể thao quốc gia và các nước trong khu vực châu Á.

## Các đại môn phái Nam quyền Trung Hoa
- Quảng Đông Nam quyền
  - Hồng gia quyền
  - Lưu gia quyền
  - Thái gia quyền
  - Lý gia quyền
  - Mạc gia quyền
  - Vịnh Xuân quyền
  - Thái Lý Phật
  - Hồng thuyền Vĩnh xuân quyền
  - Đàm gia tam triển ngũ hình quyền
  - Nam đường lang
  - Trương Lễ Tuyền Bạch Mi phái
  - Hạ hán hùng nhu công môn
  - Châu Gia Quyền
- Phúc Kiến Nam quyền
  - Vĩnh xuân bạch hạc quyền
  - Thái tổ quyền
- Quảng Tây Nam quyền
- Hồ Bắc Nam quyền
- Giang Tây Nam quyền
- Hồ Nam Nam quyền
- Chiết Giang Nam quyền
- Ôn Châu Nam quyền
  - Tứ bộ quyền
  - Cương nhu quyền

## Sách tham khảo chính
- Nam Quyền Toàn Thư, nguyên tác Trung văn Quyền sư Trương Tuấn Mẫn, dịch giả Thiên Tường, Nhà Xuất Bản Mũi Cà Mau xuất bản tháng 1 năm 2004.
- Nam Quyền 1 (nhất lộ), Nguyễn Anh Vũ sưu tầm và dịch thuật, Nhà Xuất Bản Đồng Nai.